# Ekstrusomy
Ekstrusomy – pęcherzykowate struktury występujące w komórkach pierwotniaków; zawierają specyficzne substancje wyrzucane na zewnątrz komórki (peryferyjnej części cytoplazmy) poza działaniem bodźca. Zwykle są ulokowane w strefie kortykalnej komórki albo w jej określonym regionie, mogą też być rozmieszczone regularnie na całej jej powierzchni. Mechanizm wyrzucania ekstrusomu na zewnątrz pod wpływem bodźca jest związany z łączeniem się jonów wapnia Ca2+ z kalmoduliną, prowadzącego do zmiany konformacji trichinin, co w efekcie powoduje gwałtowne wyrzucenie zawartości na zewnątrz. 
Mają zróżnicowaną budowę i pełnią różnorakie funkcje, reagują jednak na te same bodźce: mechaniczne, chemiczne i elektryczne. Obecnie jest znanych kilkanaście typów ekstrusomów np. u w wiciowców wyróżnia się: diskobolocysty, ejektosomy, mukocysty, nematocysty, toksykocysty; u promienionóżek - kinetocysty. Natomiast u orzęstków spotyka się haptocysty, mukocysty, toksykocysty, rhabdocysty.